# 寶路華足球隊
寶路華足球隊（簡稱寶路華，英文：Bulova）是已經解散的香港足球會，曾經是香港甲組足球聯賽球隊，在1984–85年球季前宣佈解散。寶路華在 8 年時間裡（1976–1984），曾於 1983–84 球季以 2–0 擊敗愉園，奪取銀牌賽冠軍、並兩奪總督盃及足總盃（同為 1981–82 和 1982–83 球季），唯從沒贏得甲組聯賽冠軍。與精工相比，寶路華的榮譽略顯失色。寶路華足球隊的主場球衣是紅色。

## 球隊歷史
1976年黃創保的寶光實業收購美國寶路華錶廠，採用早前精工的策略，從精工邀請詹培忠過檔出掌新成立的寶路華，定下三年升班計劃。於1979–80年成功升上甲組聯賽，從英國簽入泰利康萊、積奇、奴域基及威爾遜等 4 名外援，但首季成續未如理想，教練朱永強及名氣最大的泰利康萊離隊，由謝東尼擔任專職領隊及張子岱接手任教，補入何新華及卡路士，成績才告穩步上揚。
寶路華曾經是香港足球壇的勁旅，與當年班霸精工分庭抗禮，1981至84年是球隊的高峰時期，他們在1981–82年、1982–83年球季連續兩屆取得足總盃及總督盃雙料冠軍；在1983–84年球季獲得高級組銀牌冠軍；在1982–83年和1983–84年球季的香港甲組足球聯賽兩度奪得聯賽亞軍，僅排於精工之後。
後來由於香港的製造業式微，寶光生意轉差，球隊不再得到贊助，加上黃創保不滿香港足球總會的行政，在未經廣泛咨詢情況下決定逐步削減外援以達至球員全面本地化，遂於1984年宣布退出聯賽，並且解散球隊。

### 外隊訪港
寶路華在80年5月，邀請球英格蘭甲組聯賽隊諾域治，在政府大球場踢表演賽，結果負於客隊1比2。
寶於1983年邀請應屆英格蘭甲組聯賽及聯賽盃雙料冠軍利物浦訪港，包賬高達 28,000 英鎊，獲維他奶贊助送出「維他杯」及冠軍獎金 15 萬港元。利物浦於6月3日抵港，由賽後退休的領軍，即將接任的仍為教練身份，大軍駐紮利園酒店，惟三員主將包括、及（Ronnie Whelan）未有隨軍，而寶路華兩員借將及阿倫·辛特蘭（Alan Sunderland）同日到港。比賽於6月5日下午4:15在香港大球場舉行，全場爆滿而由無線電視現場直播，入場觀眾 27,856 人，門票收入達 1,450,110 元。上半場36分鐘禁區外右方罰球傳交沙維治凌空抽射先拔頭籌，半場 1–0 利物浦領先；下半場 72 分鐘，（Mark Lawrenson）接應（Sammy Lee）長傳扭過真寧斯射入空門成 2–0 直到完場。
兩隊陣容：
- 寶路華－柏·真寧斯、余國森、德達利、安德遜、蔡滿祥、克捷臣、科利、鮑維、陳發枝、辛特蘭（希活 45'）、柏蘭尼；
- 利物浦－葛貝拉（Bruce Grobbelaar）、堅尼地（Alan Kennedy）、湯臣（Phil Thompson）、漢臣（Alan Hansen）、尼路（Phil Neal）、沙維治（尼高 84'）、羅蘭遜（Mark Lawrenson）、桑拿士（Graeme Souness）、李森美（Sammy Lee）、鶴臣（David Hodgson）、莊士頓（Craig Johnston）

1984年5月，更邀請有白賴仁笠臣助陣的曼聯訪港，客隊最後以4比2勝出 曼聯陣中除白賴仁笠臣外、還有韋健士、阿比士東、杜斯貝利、庇利等，笠臣表現落力下為球隊先開紀錄，大顕高超技巧。大球場當晚共有28,494觀眾入場，全場爆滿。 

## 球會榮譽
| 榮譽          | 次數        | 年度                 |
| 本 土 聯 賽   | 本 土 聯 賽 | 本 土 聯 賽          |
| ------------- | ----------- | -------------------- |
| 丙組聯賽 冠軍 | 1           | 1977–78年            |
| 本 土 盃 賽   |             |                      |
| 高級銀牌 冠軍 | 1           | 1983–84年            |
| 總督盃冠軍    | 2           | 1981–82年、1982–83年 |
| 足總盃冠軍    | 2           | 1981–82年、1982–83年 |

## 歷任教練
- 朱永強
- 張子岱
- 和頓
- 韋利

## 著名球員
- 葉尚華 (乙丙組時期)
- 陳發枝
- 余國森
- 黎榮富
- 曾廷輝
- 施建熙
- 黃達財
- 蔡滿祥
- 陳雲岳
- 張家平
- 泰利康萊（英语：Terry Conroy）
- 大衛·安德遜
- 戴歷·居里
- 森寶（英语：Billy Semple）
- 包維（英语：Barry Powell (footballer)）
- 查理·佐治（英语：Charlie George）
- 克捷臣
- 柏蘭尼（英语：Derek Parlane）
- 希活（英语：Clive Haywood）
- 朴炳徹（朝鲜语：박병철 (축구인)）